# Хатопанари
Хатопана́ри (яп. 鳩離島 хатопанари-дзима) — три небольших острова в островной группе Яэяма островов Сакисима архипелага Рюкю. Административно относится к округу Такэтоми уезда Яэяма префектуры Окинава, Япония.
Необитаемые острова расположены у северного побережья острова Ириомоте при входе в бухту Хинаиура.
Площадь островов составляет 0,01 км², высота — 5 м.